# Europese bootschelp
De Europese bootschelp of boothoren (Scaphander lignarius) is een slakkensoort uit de familie van de Scaphandridae. De wetenschappelijke naam van de soort werd in 1758 voor het eerst geldig gepubliceerd door Carl Linnaeus als Bulla lignaria.

## Beschrijving

De schelp van Europese bootschelp is massief, glanzend, ondoorzichtig. Het heeft een sculptuur van spiraalvormige lijnen, gekruist door longitudinale lijnen, met pigment verdeeld langs enkele lijnen. De opening is breed en de bovenrand is afgerond en reikt meestal niet verder dan de bovenkant van de schaal (apex). De grootte van de schelp varieert tussen de 3,6 en 70 millimeter.
Het lichaam van de slak zelf is wit, geel of bruin van kleur. Het hoofdschild is breed en er zijn zijdelingse verlengingen van de voet (parapodiale lobben) en een verlenging van de mantel onder de slak (palliale kwab).

## Verspreiding
De Europese bootschelp komt voor in de Oost-Atlantische Oceaan; van Finnmark in Noorwegen tot de Britse Eilanden, de zeekusten van Europa, de Middellandse Zee, Canarische Eilanden en Madeira. Deze komt algemeen voor in de Noordzee. Het wordt gevonden op diepten tussen 70 en 1500 meter.